# Sasuchan
Sasuchan (Sasuten), pleme ili banda Sekani Indijanaca (Swanton, Hodge) koja je naseljavala cijeli bazen rijeke Finlay, uključujući i jezera Thutade i Bear Lake. Prema etnografu Diamond Jennessu (1937) oni su nekada bili dio plemena Beaver. Sasuchani su se podijelili na više lokalnih skupina, od kojih je ona s Bear Lake postala poznata kao Fort Connelly Band ili Bear Lake. Po drugima (June Helm), oni su nastali miješanjem plemena Hareskin i Dogrib.
Hodge ih spominje pod imenom Saschutkenne (ili Bear Lake) ili  'people of the black bear' , i navodi kao ogranak Sekana. Jezikoslovci spominju jezik bear lake kao jedan od tri dijalekta jezika north slavey, odnosno to su K’áshogot’ine (Hare), Sahtúgot’ine (Bear Lake) i Shihgot’ine (Mountain).

## Vanjske poveznice
- Sekani Indians of Canada